# Campeonato Mundial de Halterofilia de 1947
El XXVI Campeonato Mundial de Halterofilia se celebró en Filadelfia (Estados Unidos) entre el 26 y el 27 de septiembre de 1947 bajo la organización de la Federación Internacional de Halterofilia (IWF) y la Federación Estadounidense de Halterofilia.
En el evento participaron 39 halterófilos de 12 federaciones nacionales afiliadas a la IWF.

## Medallistas
| Evento   | Oro                                   | Plata                                   | Bronce                                |
| -------- | ------------------------------------- | --------------------------------------- | ------------------------------------- |
| 56 kg    | Joseph De Pietro Estados Unidos 300,0 | Richard Tom Estados Unidos 287,5        | Rosaire Smith Canadá 277,5            |
| 60 kg    | Robert Higgins Estados Unidos 310,0   | Nam Su-Il Corea del Sur 307,5           | Emerick Ishikawa Estados Unidos 302,5 |
| 67,5 kg  | Peter George Estados Unidos 352,5     | John Stuart Canadá 350,0                | George Espeut Reino Unido 342,5       |
| 75 kg    | Stanley Stanczyk Estados Unidos 405,0 | Frank Spellman Estados Unidos 375,0     | Kim Seong-Jip Corea del Sur 352,5     |
| 82,5 kg  | John Terpak Estados Unidos 387,5      | Keevil Daly Guayana británica 370,0     | Juhani Vellamo Canadá 367,5           |
| +82,5 kg | John Davis Estados Unidos 455,0       | Norbert Schemansky Estados Unidos 412,5 | Václav Bečvář Checoslovaquia 360,0    |

1. 1 2 3  Fuerza (kg) + arrancada (kg) + dos tiempos (kg) = TOTAL (kg)

## Medallero
| Núm. | País              | Oro | Plata | Bronce | Total |
| ---- | ----------------- | --- | ----- | ------ | ----- |
| 1    | Estados Unidos    | 6   | 3     | 1      | 10    |
| 2    | Canadá            | 0   | 1     | 2      | 3     |
| 3    | Corea del Sur     | 0   | 1     | 1      | 2     |
| 4    | Guayana británica | 0   | 1     | 0      | 1     |
| 5    | Checoslovaquia    | 0   | 0     | 1      | 1     |
| 5    | Reino Unido       | 0   | 0     | 1      | 1     |
|      | TOTAL             | 6   | 6     | 6      | 18    |